# Umaji
Umaji (jap. 馬路村 Umaji-mura) – wieś w Japonii, na wyspie Sikoku, w prefekturze Kōchi. Według danych na rok 2020 miejscowość zamieszkiwało 745 mieszkańców , a gęstość zaludnienia wyniosła 4,5 os./km².